# شهرستان دیوی (کارولینای شمالی)
شهرستان دیوی، کارولینای شمالی (به انگلیسی: Davie County, North Carolina) یک سکونتگاه مسکونی در ایالات متحده آمریکا است که در کارولینای شمالی واقع شده‌است.

## خصوصیات
شهرستان دیوی ۶۹۱٫۵۳ کیلومترمربع مساحت دارد.